# Triphosa hydatoplex
Triphosa hydatoplex är en fjärilsart som beskrevs av Louis Beethoven Prout 1938. Triphosa hydatoplex ingår i släktet Triphosa och familjen mätare. Inga underarter finns listade i Catalogue of Life.